# Stephen Stigler
Pour les articles homonymes, voir Stigler (homonymie).
 (septembre 2021).
Si vous disposez d'ouvrages ou d'articles de référence ou si vous connaissez des sites web de qualité traitant du thème abordé ici, merci de compléter l'article en donnant les références utiles à sa vérifiabilité et en les liant à la section « Notes et références ».
Stephen Mack Stigler est un statisticien américain né le 10 août 1941 à Minneapolis. Il est connu pour ses travaux en histoire des statistiques. Il est le fils de l'économiste George Stigler. En histoire des sciences, il a donné son nom à la loi d'éponymie de Stigler selon laquelle une découverte scientifique ne porte jamais le nom de son auteur.

## Publications
- (en) Stephen M Stigler, The history of statistics : The measurement of uncertainty before 1900, Harvard University Press, 1986